# Elkhorn, Manitoba
Elkhorn är en ort i Kanada.   Den ligger i provinsen Manitoba, i den sydöstra delen av landet, 2 000 km väster om huvudstaden Ottawa. Elkhorn ligger 499 meter över havet och antalet invånare är 461.
Terrängen runt Elkhorn är platt. Trakten runt Elkhorn är nära nog obefolkad, med mindre än två invånare per kvadratkilometer..
Trakten runt Elkhorn består till största delen av jordbruksmark.